# Platypalpus nigritarsis
Platypalpus nigritarsis är en tvåvingeart som först beskrevs av Fallen 1816.  Platypalpus nigritarsis ingår i släktet Platypalpus och familjen puckeldansflugor. Arten är reproducerande i Sverige. Inga underarter finns listade i Catalogue of Life.